# 布万猎龙属
布万猎龙属（学名：Phuwiangvenator，意为“布万的猎人”）又译普渊猎龙，是一属大盗龙类兽脚亚目恐龙，生存于早白垩世的泰国，仅含单一物种雅氏布万猎龙（P. yaemniyomi），化石发现于萨卡组。标本最早发现于1993年，之后于2019年命名。模式标本为部分骨骼，包括一个背椎、三个融合的骶椎、第二右掌骨、右手指骨和爪骨、左右胫骨、左距骨、第一左跖骨、第二至第四右跖骨、右足指骨和爪骨，参考样本包括一个寰椎间体与右距骨。在系统发育分析中，它被视为最基础的大盗龙类。